# Atlético Chalaco
Club Atlético Chalaco – peruwiański klub z siedzibą w mieście Callao.

## Osiągnięcia

### Krajowe
- Primera División

| zwycięstwo (2):     | 1930, 1947             |
| drugie miejsce (4): | 1948, 1957, 1958, 1979 |

## Historia
Klub założony został 9 czerwca 1902 roku w Callao. Klub swoje mecze domowe rozgrywa na stadionie Telmo Carbajo Stadium (nazwa pochodzi od najlepszego gracza w historii klubu). W roku 2005 Atlético Chalaco grał w Copa Peru, którego mistrz awansował do pierwszej ligi peruwiańskiej.